# Moskee van de Profeet
De Moskee van de Profeet of de Masjid an-Nabawi (Arabisch: المسجد النبوي) is een moskee in de Arabische stad Medina. Omdat de moskee het graf van Mohammed herbergt, wordt het door de moslims beschouwd als een van de belangrijkste plaatsen in de Islam. De moskee is na Al-Masjid al-Haram in Mekka de grootste moskee ter wereld.
Een van de meest opvallende kenmerken van het gebouw is de Groene Koepel waaronder het graf van Mohammed zich bevindt. Het is niet exact bekend wanneer de groene koepel is gebouwd, maar manuscripten uit de vroege 12e eeuw beschrijven de koepel al. Het bouwwerk staat bekend als de koepel van de Profeet of de groene koepel. Latere islamitische heersers hebben de moskee sterk uitgebreid en ingericht. Eerdere kaliefen Aboe Bakr en Omar ibn al-Khattab liggen ook begraven in een aangrenzende ruimte in de moskee.
De moskee diende ook als gemeentehuis, rechtszaal en religieuze school. Er was een platform voor mensen die de Koran leerden.

## Geschiedenis
De originele moskee werd gebouwd door Mohammed, naast het huis waar hij zich vestigde na zijn reis naar Medina in 622. De originele moskee had geen dak en had een verhoogd platform voor het reciteren van de Koran. Het was een rechthoekige omsloten ruimte van 30 bij 35 meter, gebouwd met palmboomstammen en lemen muren en toegankelijk via drie deuren: Baab Rahmah (Deur der genade) naar het zuiden, Baab Djibril (Deur van Gabriel) naar het westen en Baab al-Nisa (Deur van de vrouwen) naar het oosten. Het basisontwerp van het gebouw is inmiddels overgenomen in de bouw van andere moskeeën over de hele wereld.
Mohammed had binnen een schaduwrijke plek gecreëerd in de richting van het zuiden, genaamd suffah, en afgestemd op de gebedsruimte op het noorden in de richting van Jeruzalem. Toen de qibla (gebedsrichting) werd veranderd richting de Ka'aba in Mekka, werd de moskee opnieuw georiënteerd op het zuiden. Zeven jaar later (629) was de moskee in omvang verdubbeld om zo aan het groeiende aantal moslims tegemoet te komen.
Latere islamitische heersers gingen in de loop van de eeuwen verder met het vergroten en verfraaien van de moskee. In 707 verving Omajjaden-kalief Al-Walid ibn Abd al-Malik (705-715) de oude moskee door een grotere, met daarin ook het graf van Mohammed. Deze moskee mat 84 bij 100 meter, was gebouwd op een stenen fundering en had een dak ondersteund door stenen zuilen. De muren van de moskee waren versierd met mozaïeken van koptische en Griekse ambachtslieden, vergelijkbaar met die in de Omajjadenmoskee in Damascus en de Rotskoepel in Jeruzalem (gebouwd door dezelfde kalief). De binnenplaats is aan vier zijden omringd door een galerij, met vier minaretten op de hoeken. Een mihrab, bekroond met een kleine koepel, is gebouwd op de qiblamuur.
De Abbasidische kalief Muhammad bin Abdullah al-Mahdi (775-785) verving het noordelijke deel van Al-Walids moskee tussen 778 en 781 om hem verder te vergroten. Hij heeft ook 20 deuren toegevoegd aan de moskee: acht in elk van de oostelijke en westelijke muren en vier in de noordelijke muur.
Tijdens het bewind van de mammelukse sultan Saif ad-Din Qalawun as-Salihi werd er een koepel gebouwd boven het graf van Mohammed en een fontein voor de wassing buiten de Baab al-salam (Deur van de vrede). Sultan Al-Nasir Muhammad herbouwde de vierde minaret die eerder was verwoest. Nadat een groot deel van de moskee in 1481 verwoest werd door een blikseminslag, herbouwde sultan Qaitbay de muren op het oosten en westen alsook de qiblamuren.
Ook Ottomaanse sultans die in Medina regeerden van 1517 tot en met de Eerste Wereldoorlog, hebben hun stempel op het gebouw gedrukt. Sultan Süleyman I (1520-1566) herbouwde de westelijke en oostelijke muren van de moskee en bouwde de noordoostelijke minaret bekend als Al-Suleymaniyya. Hij voegde een nieuwe mihrab (al-Ahnaf) toe, naast Mohammeds mihrab (Al-Shafi'iyyah), en plaatste een nieuwe koepel bedekt met loden platen en liet die in het groen beschilderen.
Tijdens het bewind van de Ottomaanse sultan Abdülmecit (1839-1861) werd de moskee volledig verbouwd, met uitzondering van Mohammeds graf, de drie mihrabs, de minbar en de suleymaniyyaminaret. De omheining werd uitgebreid om zo een wassingsplaats in het noorden te herbergen. De gebedshal werd naar het zuiden in de breedte verdubbeld en bedekt met kleine koepels van gelijke grootte, behalve de koepels boven de mihrab, Baab al-salam en Mohammeds graf. De koepels werden versierd met Koranverzen en regels van de Qasida al-Burda (Gedicht van de mantel), een gedicht van de 13e-eeuwse Arabische dichter Abou Abdallah Mohammed ibn Saïd al-Bousiri (1211–1294). De qiblamuur werd bedekt met geglazuurde tegels met kalligrafie. De vloeren van de gebedsruimte en de binnenplaats werden geplaveid met marmer en rode stenen, en een vijfde minaret (al-Majidiyya) werd gebouwd ten westen van de moskee.
Na de stichting van Saoedi-Arabië in 1932 onderging de moskee een aantal belangrijke wijzigingen. In 1951 gaf koning Abdoel Aziz al Saoed (1932-1953) opdracht de moskee grondig te renoveren om zo plaats te maken voor nieuwe vleugels van de gebedshal naar het oosten en westen, bestaande uit betonnen kolommen met spitse bogen. Oudere kolommen werden versterkt met beton en met koperen ringen aan de bovenkant. De suleymaniyya- en majidiyyaminaretten werden vervangen door twee minaretten in de mammelukkenstijl. Twee extra minaretten werd gebouwd in het noordoosten en noordwesten van de moskee. Een bibliotheek werd gebouwd langs de westelijke muur om historische korans en andere religieuze teksten te herbergen.
In 1973 gaf de Saoedische koning Faisal bin Abdoel Aziz al-Saoed opdracht tot de bouw van tijdelijke onderkomens in het westen van de moskee om aan het groeiend aantal gelovigen in 1981 tegemoet te komen. De oude moskee werd omringd door nieuwe gebedsruimtes aan alle zijden, waardoor de capaciteit vijf keer zo groot werd.
De laatste verbouwing vond plaats onder koning Fahd bin Abdoel Aziz al-Saoed, die de moskee opnieuw sterk heeft uitgebreid, zodat die een groot aantal gelovigen en pelgrims kan herbergen. Verder werden er moderne elementen toegevoegd, zoals airconditioning. Hij heeft ook 27 bewegende koepels geïnstalleerd op het dak van Masjid Nabawi.
In een voorstel van een Saoedische wetenschapper stond dat de tombe van de profeet Mohammed zou kunnen worden vernietigd en zijn lichaam zou kunnen worden verplaatst naar een anoniem graf vanwege de fundamentalistische wahabitische leer die door overheid in Saudi-Arabië wordt gevolgd.

## Beschrijving

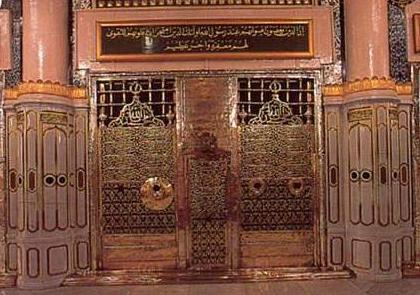
Het graf van Mohammed

Anno 2010 heeft de moskee een rechthoekig ontwerp met twee verdiepingen, de Ottomaanse gebedshal gericht naar het zuiden. De belangrijkste gebedshal beslaat de gehele eerste verdieping. De omheining van de moskee is honderd keer zo groot als de eerste moskee gebouwd door Mohammed, en biedt plaats aan meer dan een half miljoen gelovigen.
De moskee heeft een verhard plat dak, bedekt met 24 koepels op een vierkante basis. Gaten in de basis van elke koepel verlichten het interieur. Tijdens de piekuren wordt ook het dak gebruikt voor het gebed. De vierentwintig op metalen rails gebouwde koepels kunnen verschoven worden, waardoor er lichtschachten in de gebedshal worden gecreëerd. Op deze tijdstippen wordt er op de binnenplaats van de Ottomaanse moskee schaduw gecreëerd door middel van paraplu's, aangebracht op vrijstaande kolommen. Het dak is toegankelijk via een trap en roltrappen. Het verharde terrein rond de moskee wordt ook gebruikt voor het gebed.
De noordelijke gevel heeft drie gelijke portieken, terwijl het oosten, westen en zuiden elk twee gevels hebben. De wanden zijn samengesteld uit een reeks vensters bekroond met spitsbogen met zwarte en witte voussoirs. Er zijn zes minaretten toegevoegd aan het nieuwe gedeelte, en vier andere ondersteunen de Ottomaanse structuur. De moskee is rijkelijk versierd met polychroom marmer en stenen. De kolommen zijn van wit marmer met koperen kapitelen ter ondersteuning van de spitsbogen, gebouwd van zwarte en witte stenen. De sokkels van de zuilen hebben ventilatieroosters om zo de temperatuur in de gebedshal te reguleren.
De oude moskee is ingebouwd in de nieuwe. De twee delen kunnen gemakkelijk worden onderscheiden: het oudere gedeelte heeft vele kleurrijke decoraties en talrijke kleine pijlers, de nieuwe sectie is in glanzend wit marmer en is volledig voorzien van airconditioning.
De open binnenplaats van de moskee kan worden beschaduwd door gevouwen, paraplu-achtige luifels, ontworpen door Bodo Rash en Buro Happold.

## Ar-Rawdah an-Nabawiyah
Het hart van de moskee herbergt een kleine ruimte genaamd ar-Rawdah an-Nabawiyah, die zich uitstrekt van het graf van Mohammed tot aan zijn preekstoel. Pelgrims proberen de ar-Rawdah te bezoeken en hier te bidden, want er is een overlevering die zegt dat smeekbeden en gebeden hier nooit worden geweigerd.
De ar-Rawdah betreden is niet altijd mogelijk, in het bijzonder tijdens de hadj-periode, omdat het zeer kleine gebied slechts geschikt is voor een paar honderd mensen. Ar-Rawdah heeft twee kleine ingangen, die bewaakt worden door Saoedische politieagenten. De huidige marmeren preekstoel werd gebouwd door de Ottomanen. De originele preekstoel was veel kleiner dan de huidige en was vervaardigd van palmhout in plaats van marmer. Ar-Rawdah an-Nabawiyah wordt beschouwd als onderdeel van de Jannah of paradijs.
Het wordt voorgeschreven voor degenen die de moskee bezoeken twee rak'ah te bidden in de rawdah of facultatieve naafil (vrijwillige) gebeden. Het is overgeleverd van Abu Hurayrah dat Mohammed zei: "Het gebied tussen mijn huis en mijn minbar (preekstoel) is een van de tuinen (riyaad, enkelvoud rawdah) van het Paradijs, en mijn minbar is op mijn stortbak (hawd)" Overgeleverd door Imam Al-Bukhari, 1196; Imam Moeslim, 1391.
Het is ook overgeleverd dat Yazeed ibn Abi ‘Ubayd zei: "Ik kwam regelmatig met Salamah ibn al-Akwa' en hij bad bij de pilaar die bij de mushaf was, i.a. in de Rawdah. Ik zei: 'O Abu Muslim, ik zie dat u graag bij deze pilaar bidt.' Hij zei: 'Ik zag dat de Profeet (vrede en zegeningen van Allah zij met hem) hier graag bad. "Overgeleverd door Al-Bukhari, 502 en Moeslim, 509.

Moskee van de Profeet
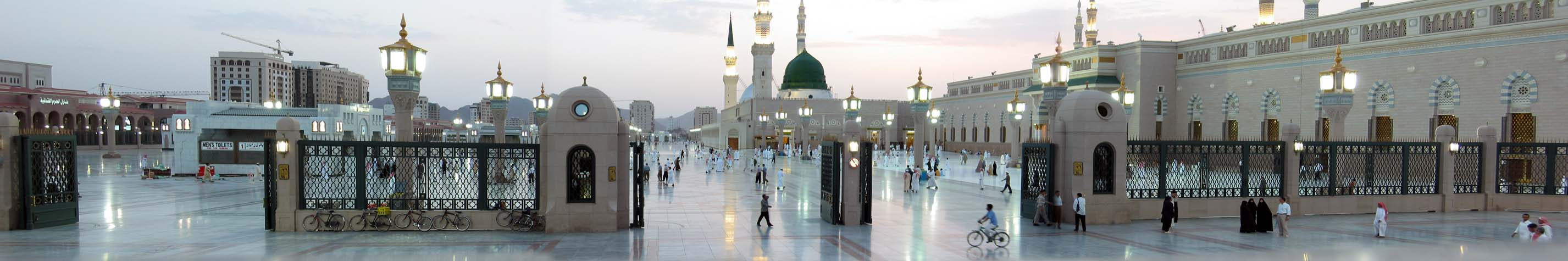
zonsondergang

De moskee is gelegen in wat van oudsher het centrum van Medina was, met veel hotels en oude markten in de buurt. Het is een belangrijk bedevaartsoord en veel mensen die de hadj verrichten komen voor of na de hadj naar Medina om de moskee te bezoeken.

## Imams
Huidige imams in de Al-Masjid al-Nabawi zijn:
- Sjeik Dr. Ali bin Abdur-Rahmaan Al Hudhaifi - voorzitter Saudi Hilal Commissie/verantwoordelijke van imams in Al-Masjid al-Nabawi
- Sjeik Dr Abdul Bari Al-Thubaiti
- Sjeik Husayn al Shaykh (kleinzoon van Mohammed ibn Abdul-Wahhab)
- Sjeik Dr. Salah Ibn Muhammad Al Budair - plaatsvervangend hoofd van de imams in Masjid An Nabawi/rechter van het Hooggerechtshof van Medina.
- Sjeik Abdul Muhsin al Qasim
- Sjeik Ahmad bin Taleb bin Hameed

## Vorige imams
- De islamitische profeet Mohammed (De eerste imam)
- Imam Malik
- Sjeik Abdul Majeed (20e eeuw)
- Sjeik Abdul Aziz Ibn Saleh (20e eeuw)
- Sjeik Abdullah Zahem (20e eeuw)

### Gepensioneerd
- Sjeik Ibrahim Akhdar

### Alleen tarawih
- Sjeik Muhammad Ayub
- Sjeik Abdul Wadood Maqbool Hanif

## Muezzins
Muezzins in de Haram Sharif zijn:
- Sjeik Abdul Rehman Kashikjee (leider van de muezzins)

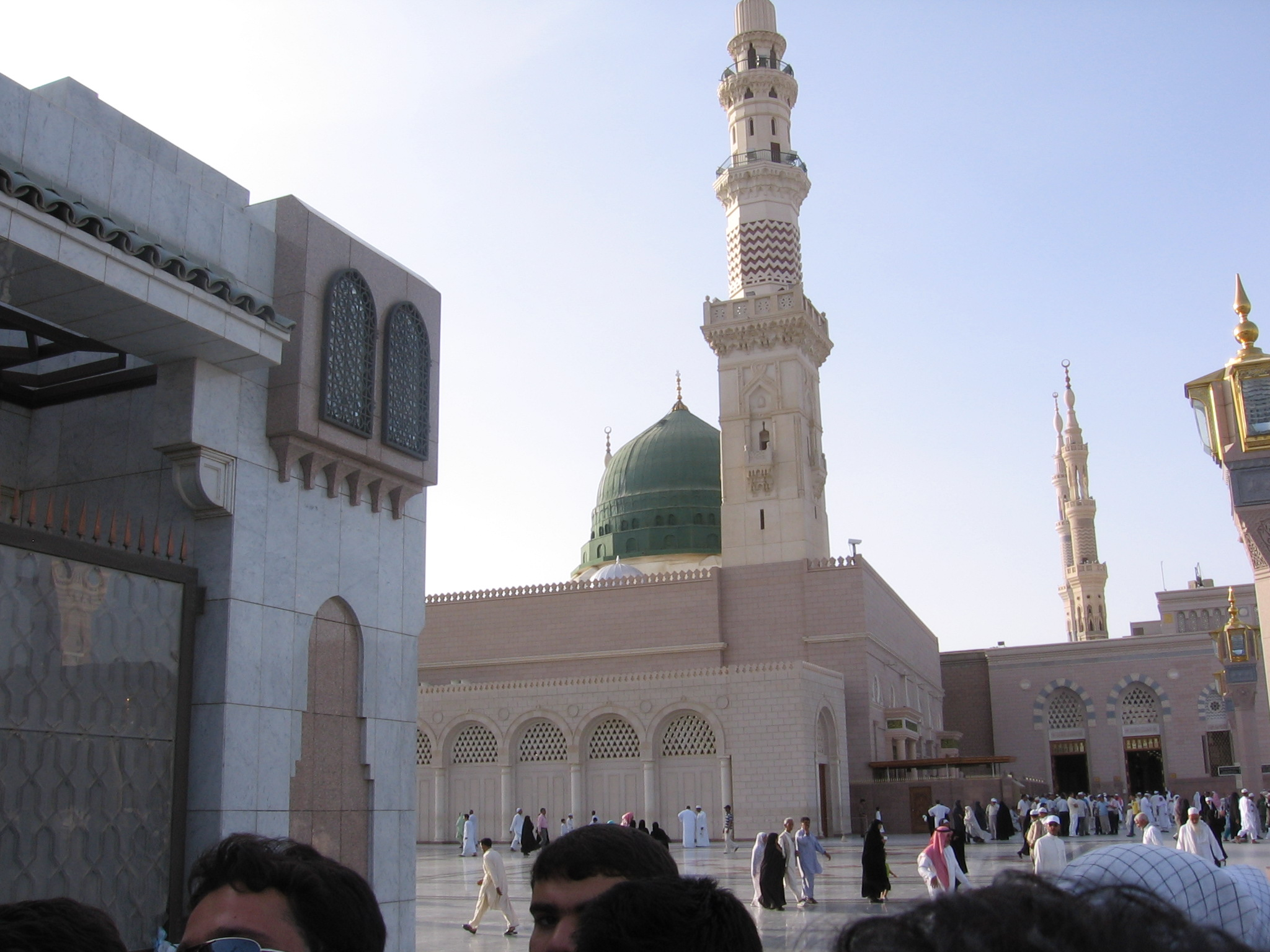
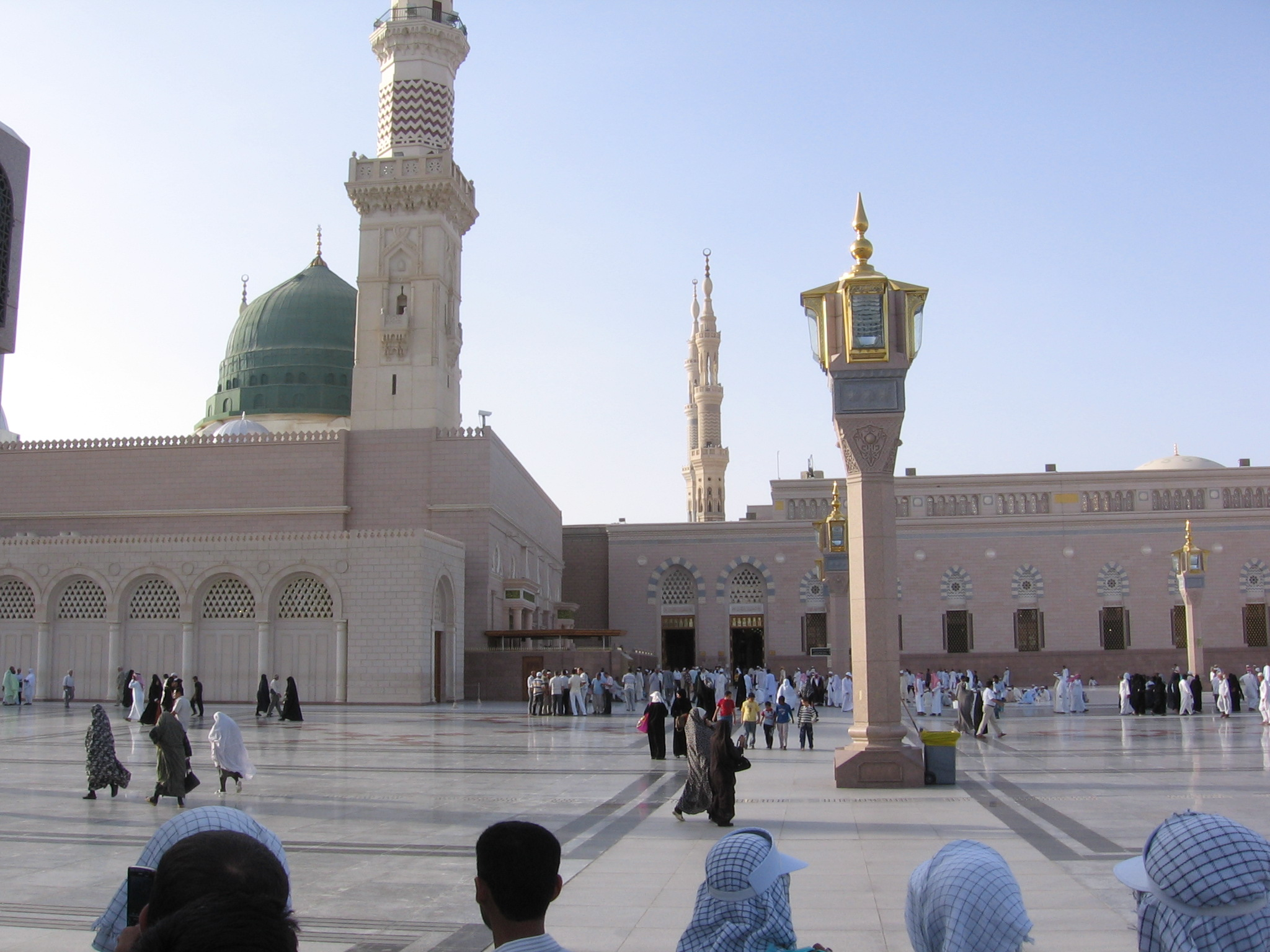
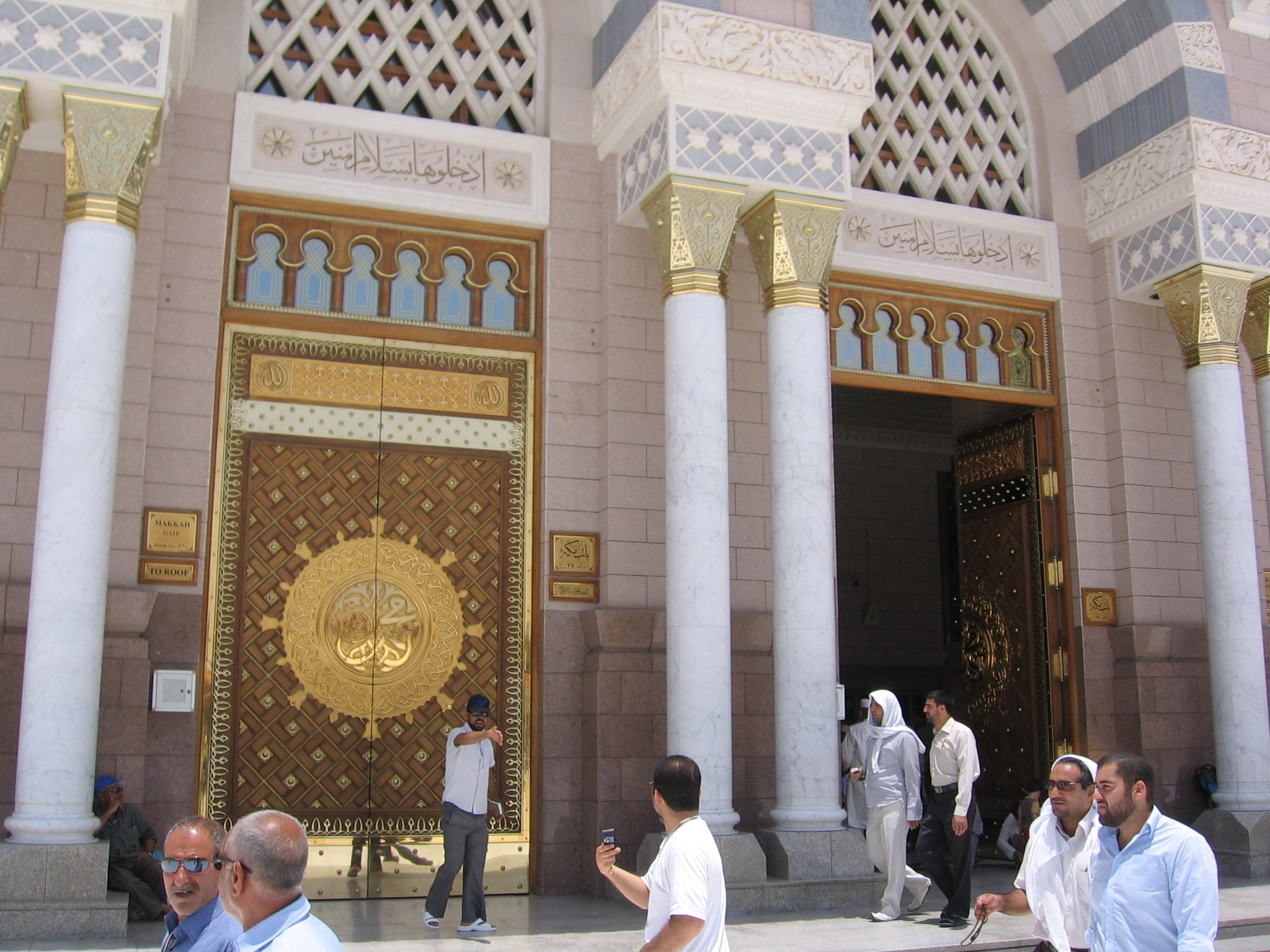
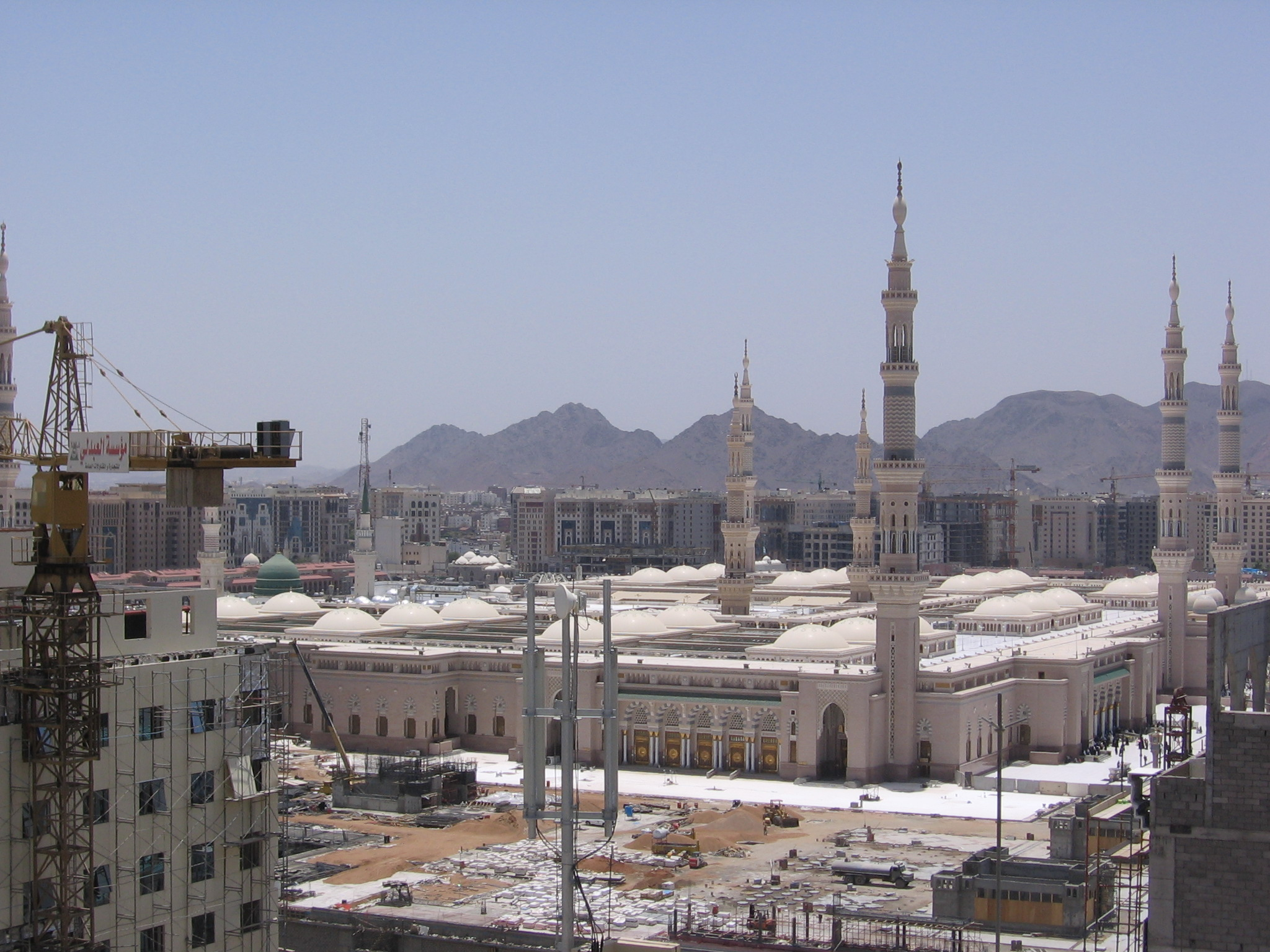

- Sjeik Abdullah Basnawi
- Sjeik Abdul Rehman Bassamji
- Sjeik Mohammed Majid Hakeem
- Sjeik Esam Bukhari
- Sjeik Houssain Afifi
- Sjeik Faisal Abdul Malik
- Sjeik Muhfil Meyah

Afbeeldingen Moskee van de Profeet
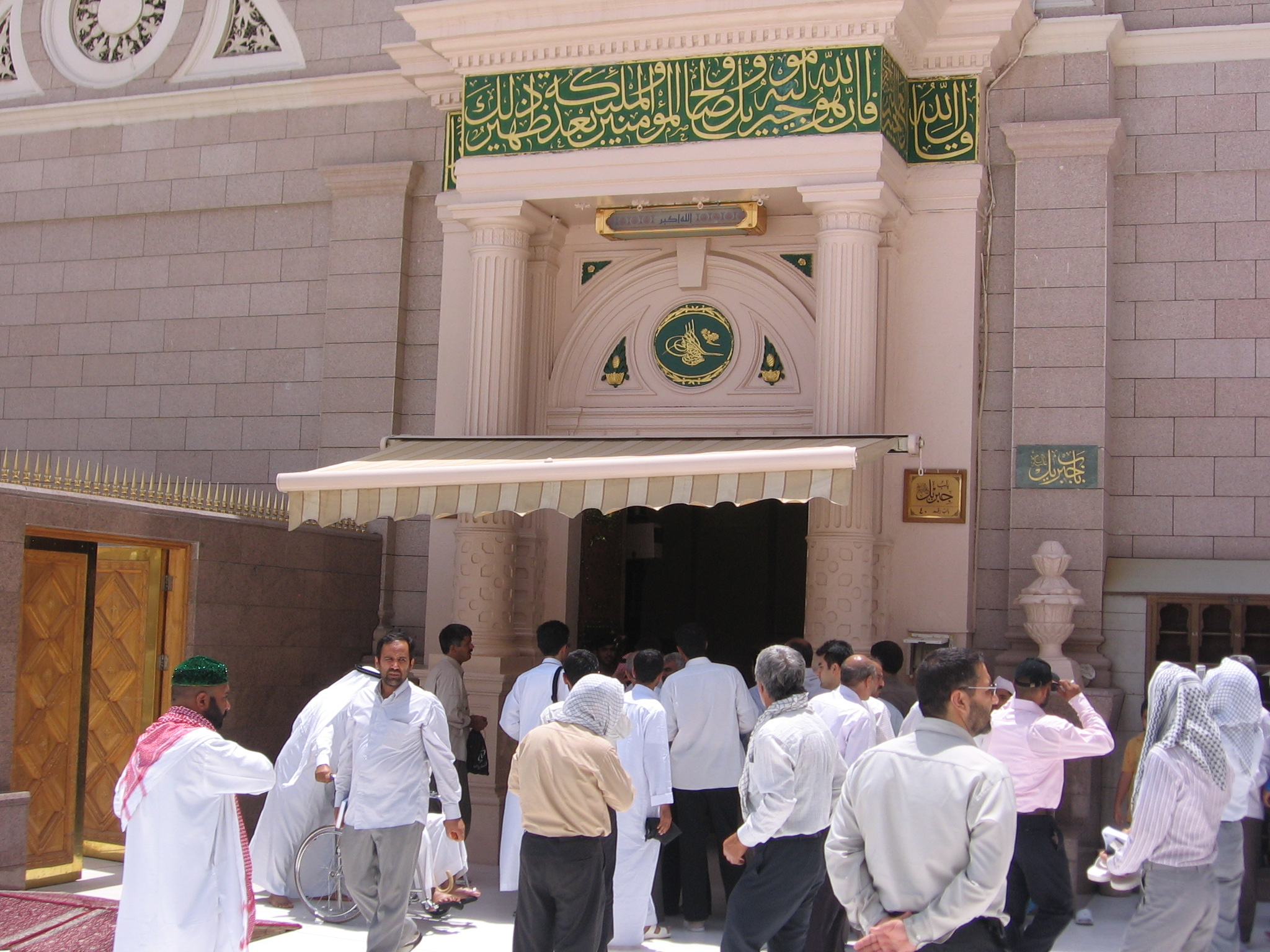
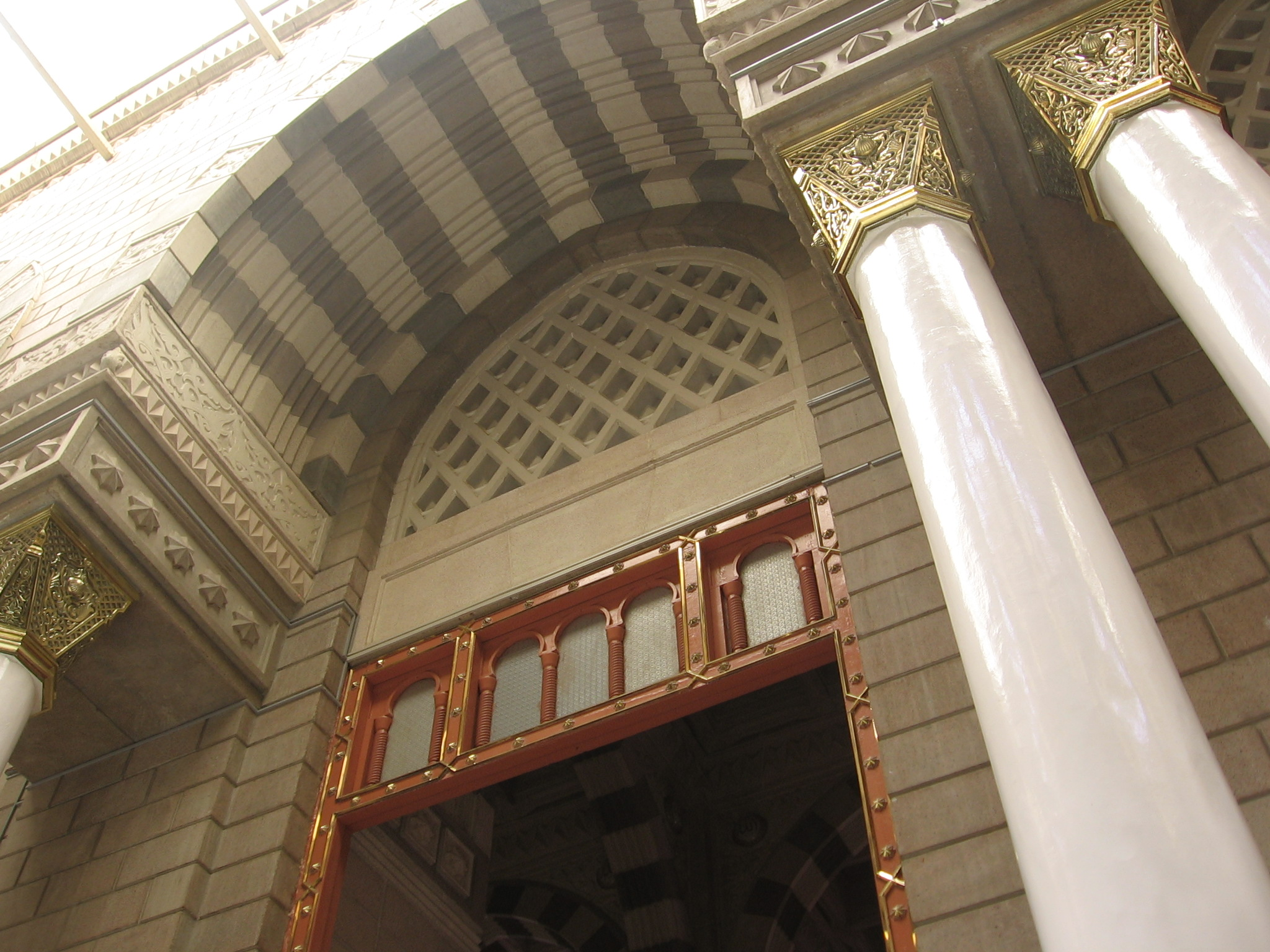
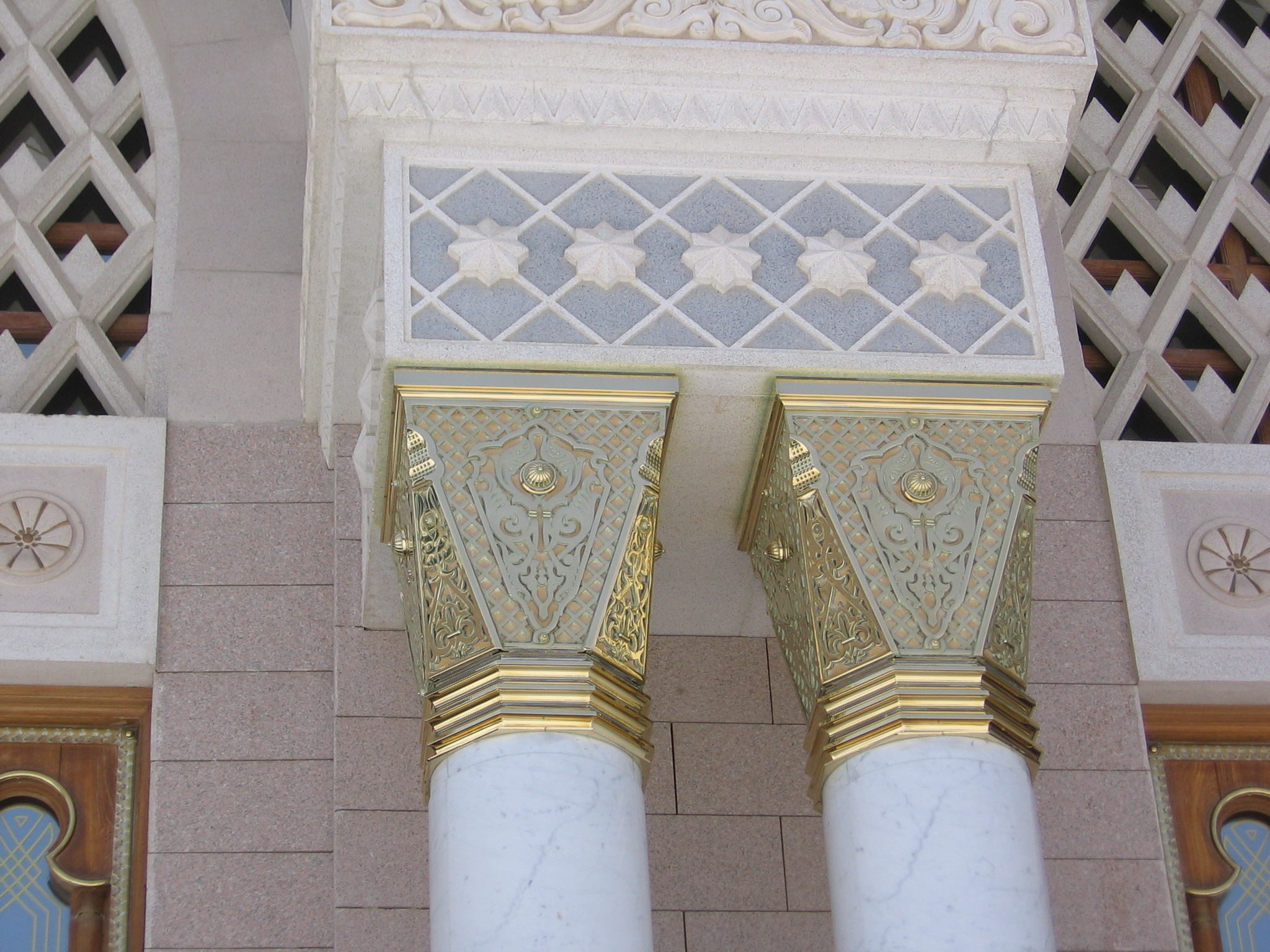
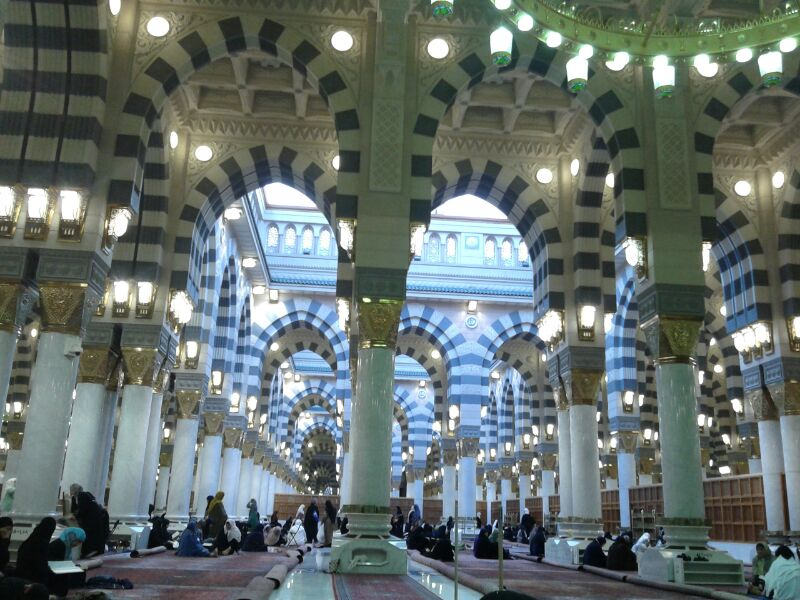